# Gianni Mattioli
Giovanni Mattioli, detto Gianni (Milano, 29 novembre 1903 – Milano, 14 febbraio 1977), è stato un collezionista d'arte italiano, tra i più importanti per quanto concerne il futurismo e la pittura metafisica.
Particolarmente legato a Fortunato Depero, negli anni dal 1946 al 1953 ha costituito una collezione d'arte con lavori dei maggiori esponenti delle avanguardie storiche italiane quali Umberto Boccioni, Giacomo Balla, Carlo Carrà, Fortunato Depero, Amedeo Modigliani, Giorgio Morandi, Giorgio de Chirico, Ottone Rosai, Luigi Russolo, Gino Severini, Mario Sironi, Ardengo Soffici e molti altri. 

In mostra come collezione per la prima volta a Palazzo Strozzi di Firenze nel 1953, nel 1973 ventisei capolavori vengono notificati dallo Stato italiano come «insostituibile testimonianza di momenti capitali della pittura italiana di questo secolo tra il 1910 e il 1920, essenzialmente per il futurismo e la metafisica». Da ottobre 2022 la Collezione è esposta al Museo del Novecento di Milano, in comodato gratuito per cinque anni rinnovabili. È stata integrata nel percorso rinnovato del Museo.
Gianni Mattioli viene spesso confuso con il banchiere e mecenate Raffaele Mattioli con il quale tuttavia non ebbe rapporti di parentela.

## Biografia
Gianni Mattioli nasce a Milano in una famiglia modesta e trascorre la sua fanciullezza in via Senato 8, a pochi metri dalla casa abitata da Marinetti. Sviluppa fin da ragazzo l’interesse per l'arte giapponese e per la letteratura italiana, in particolare per Gabriele D'Annunzio. 

Nel 1918, in seguito alla separazione dei genitori, è costretto ad abbandonare gli studi e a impegnarsi come fattorino in una ditta commerciale di importazione di cotone. Nello stesso anno, legge Pittura scultura futuriste di Umberto Boccioni aderendo alla poetica futurista e maturando un forte interesse per l'arte antiaccademica, antinaturalistica e fortemente espressiva.
Nel 1919 lascia definitivamente la casa paterna e aderisce all'impresa di Fiume, arruolandosi come volontario nel Battaglione degli Arditi. Ritornato a Milano nel gennaio 1921, si lega in amicizia con il poeta e critico Raffaele Carrieri che incontra abitualmente dopo la giornata di lavoro per discutere di letteratura e di arte. Nel febbraio 1921 conosce Fortunato Depero  in occasione della sua esposizione personale alla Galleria Centrale d’Arte Moretti di Milano. Si dimostra cosi entusiasta delle opere dell’artista che Depero gli regala un piccolo Selvaggetto in legno.
L’episodio segna l’inizio di un’amicizia destinata a durare tutta la vita e avvia la partecipazione di Mattioli all'attività promossa dal movimento futurista. Infatti, tramite Depero, Mattioli si lega al gruppo futurista che stava ricostituendosi in quegli anni a Milano: conosce tra gli altri, Giacomo Balla, Gino Severini, Luigi Russoio, Luciano Baldessari, oltre a Marinetti stesso. L’anno seguente, segue a Torino gli amici che avevano allestito l’“Esposizione Futurista Internazionale” nel salone del Winter Club (27 marzo-27 aprile 1922): una foto lo mostra accanto a Depero e a Marinetti mentre sfoggiano i panciotti di Depero stesso, e al drammaturgo Francesco Cangiullo, con cui Mattioli condivideva l’impegno in campo teatrale. 

Gianni Mattioli, diciottenne con il basco in testa, in mezzo a Marinetti e Depero che esibiscono i loro panciotti futuristi davanta alla stazione di Porta Nuova a Torino nel marzo 1922

Nel 1924 cerca di farsi prestare del denaro da un amico per acquistare le opere esposte alla mostra monografica di Boccioni organizzata da Marinetti a Bottega di Poesia in Via Montenapoleone a Milano (10-21 marzo 1924), ma riesce soltanto in quell'occasione ad avere alcuni disegni. La passione per le opere di Boccioni fu tuttavia determinante sia per la sua futura collezione che per l’acquisizione, all'inizio degli anni Trenta, di un importante gruppo di dipinti boccioniani da parte del Comune di Milano per il quale fece da intermediario. In quegli anni del primo dopoguerra Mattioli coltiva parallelamente diversi interessi: per il Futurismo, soprattutto tramite Marinetti, che nel 1924 lo invita a partecipare al Congresso Futurista di Milano; per il teatro, frequentando, oltre a Depero, Francesco Cangiullo, Luigi Russolo e Anton Giulio Bragaglia; per la letteratura e il giornalismo, con collaborazioni a “L’Ambrosiano” e a “Il Popolo d’Italia”.
Nel marzo del 1925 ottiene l’incarico di corrispondente teatrale a Londra per “Il Popolo d’Italia”, ma il viaggio risulta fatale alla sua carriera giornalistica perché, facendo tappa a Parigi diretto a Londra, decide di fermarsi più di un mese nella capitale francese, affascinato dall'ambiente artistico e letterario delle avanguardie. Arrivato in Inghilterra quando ormai il giornale gli aveva revocato l’incarico, decide di fermarsi a Londra fino all'estate del 1925, lavorando presso l’ambasciata italiana. 

Ritornato a Milano in autunno, riprende il lavoro di venditore di cotoni ed i rapporti con gli amici futuristi: Umberto Notari, Fedele Azari e soprattutto Depero. La sua amicizia con Depero si consolida al punto da essere incaricato dall'artista di trovargli un appartamento in affitto a Milano e diventare così il referente del pittore roveretano in Lombardia. I contatti di Mattioli con Depero ed Azari si moltiplicarono negli anni 1926-27, sia durante la preparazione del Libro imbullonato di Depero futurista, edito dalla Dinamo Azari nel 1927, sia in occasione dell’acquisto da parte di Azari stesso di un importante gruppo di opere di Boccioni dalla sorella dell’artista.
In quegli anni, Mattioli continua a frequentare Marinetti, Balla, Prampolini, Dottori, Fillia e gli altri futuristi che nel 1929 firmarono il manifesto dell’aeropittura, ma non aderisce al “secondo Futurismo”, di cui non acquistò mai le opere (fatta eccezione per Depero). Dopo la prematura morte di Azari il 25 gennaio 1930, in una lettera del 17 dicembre dello stesso anno indirizzata a Depero, Mattioli scrive di avere in casa il ritratto del comune amico defunto, eseguito dallo stesso Depero, un buon numero di copie del “libro imbullonato” e “due grandi plastici di Boccioni”.
In seguito alla mostra monografica organizzata nella Sala del Consiglio Segreto del Castello Sforzesco, il padre di Azari, Quintino, scrisse a Mattioli il 10 aprile 1933, offrendogli quindici quadri di Boccioni che intendeva vendere dopo il fallimento della trattativa con il Comune di Milano. Quintino Azari si rivolse ancora a Mattioli con una lettera del 29 aprile 1934 offrendogli, oltre ai quindici quadri, altri diciannove dipinti, trentadue disegni e una scultura di Boccioni. L’acquirente della collezione Azari fu il ragionier Ausonio Canavese di Torino, desideroso di ottenere il titolo di commendatore. In cambio della onorificenza di cavaliere, di cui dovette accontentarsi, egli fece dono alla città di Milano il 17 ottobre 1934 di un importante nucleo di opere futuriste comprendente anche i Boccioni acquistati da Azari, con la mediazione di Mattioli. La documentazione archivistica non permette di stabilire con certezza quante e quali opere di Boccioni Mattioli abbia potuto acquisire per sé in occasione di questa trattativa, ma probabilmente si tratta delle tirature in bronzo delle due sculture di Boccioni Sviluppo di una bottiglia nello spazio e Forme uniche della continuità nello spazio.
Dopo aver vissuto per anni in camere d’affitto, tra il 1932 e il 1937 Mattioli inizia una relazione stabile con una donna divisa dal marito e si trasferisce con lei in Via Stradivari 7 a Milano: le fotografie di questa casa mostrano un arredamento razionalista completato da opere quasi esclusivamente di Depero, arazzi e cuscini e alcuni dipinti quali Città meccanizzata dalle ombre. Negli anni Trenta egli continua ad occuparsi di arte contemporanea attraverso mercanti illuminati, quali Gasparre Gussoni della Galleria Milano di via Croce Rossa 6 , la Galleria Barbaroux e soprattutto Gino Ghiringhelli  della Galleria II Milione di Via Brera 21.
Nel 1937, durante un viaggio in Egitto con la delegazione commerciale italiana per le nozze di Re Faruk, conosce Angela Maria Boneschi, figlia di un noto imprenditore milanese, che sposa nell'ottobre del 1940. Il matrimonio segna una svolta nella sua vita e il definitivo prevalere dell’impegno in campo artistico. Dal 1941 approfondisce l’amicizia con Gino Ghiringhelli e diventa ancor più assiduo frequentatore della Galleria II Milione. Nello stesso periodo entra in contatto con l’industriale e collezionista Carlo de Angeli Frua, che gli presta per la sua nuova casa alcune opere, quali Lunia Czechowska di profilo di Modigliani (collocazione sconosciuta), I pesci sacri di de Chirico (oggi al The Museum of Modern Art, New York) e dal quale compera importanti dipinti metafisici.
Nel 1943, costretto a trasferirsi a Meina per i bombardamenti di Milano, si dedica egli stesso alla scultura, ma soprattutto, sconvolto dalle stragi che i tedeschi perpetravano sul Lago Maggiore, si lega a Fernanda Wittgens, storico dell’arte, sua cugina e coetanea, con cui collaborerà nell'organizzare la fuga in Svizzera di ebrei perseguitati, tra i quali il critico e collezionista Lamberto Vitali. L'amicizia con Fernanda Wittgens, resa forte dal rischioso impegno umanitario e dalla sincera passione artistica, genera la consapevolezza della volontà di aiutare l’arte italiana ad emanciparsi dal forzato isolamento del periodo fascista e ad affermarsi in ambito internazionale. Già da un documento del 1943 risulta l'intenzione pienamente consapevole di costituire non una raccolta improntata semplicemente al gusto personale e destinata ad una fruizione domestica, ma una collezione capace di sintetizzare la storia dell’arte moderna italiana, con lo scopo di supplire alla grave incomprensione delle istituzioni pubbliche in questo campo. Soltanto la fine della guerra permetterà a Mattioli la realizzazione di questo progetto.

### Gli anni della formazione della Collezione Mattioli
Dal punto di vista lavorativo, durante il periodo bellico Mattioli era riuscito a mantenersi in contatto sia con i produttori stranieri di cotone che con i pochi industriali tessili attivi in Italia e nel 1944 era riuscito anche a fondare una ditta di importazione di cotone greggio che, grazie alla rapida e intensa ripresa industriale che caratterizzò l’economia italiana negli anni successivi alla seconda guerra mondiale, si affermò come leader del settore. Il successo professionale gli permise di disporre della liquidità necessaria alla formazione della sua collezione d'arte e gli diede occasione di compiere frequenti viaggi negli Stati Uniti, dove ebbe modo di visitarne i musei e di conoscere le più importanti gallerie di arte moderna. 
Ritornato a Milano nel 1946, nella sua nuova casa in Via Gabba 9, al primo nucleo di opere futuriste aggiunge dipinti di Carrà, Campigli, Morandi, de Pisis, Funi, Sironi, Tosi, de Chirico, e sculture di Arturo Martini, Manzù e Marino Marini; poiché il numero di opere della collezione andava rapidamente aumentando, tra il 1947 e il 1948 il pittore Arturo Tosi gli affittò parte del suo studio in Via Principe Amedeo 5 per immagazzinarvi i quadri, i disegni e le sculture per cui non c’era più spazio sufficiente in casa. 
Malgrado l'intenso impegno nel lavoro moltiplica i suoi rapporti con gli artisti italiani, in particolare con Campigli, Carrà, Manzù, Marini, Morandi e Sironi, e diventa sempre più noto come collezionista; dal 1946 riprende anche a frequentare Depero, del quale acquista praticamente tutte le opere più importanti eseguite fino al 1930 e attraverso il quale riprende i contatti con i vecchi amici, quali Raffaele Carrieri, Margherita Sarfatti, la famiglia Marinetti, la vedova di Russolo. 

Per acquisire le opere “storiche” che gli interessavano per il suo “museo immaginario” si rivolge in particolare ad alcuni mercanti: Vittorio Barbaroux, Romeo Toninelli, Carlo Cardazzo, ma soprattutto Ghiringhelli. Con quest’ultimo creò addirittura una società, la “G & G”, che fra il 1952 e il 1954, attraverso una partecipazione finanziaria alla attività della Galleria II Milione, gli permise di acquisire opere quali Dinamismo di un ciclista di Boccioni e Inseguimento di Carrà e Solidità della nebbia di Russolo.
Il più importante incremento della raccolta avvenne nel maggio del 1949, quando Mattioli acquistò in blocco la collezione dell’avvocato bresciano Pietro Feroldi, tramite la mediazione di Fernanda Wittgens e Gino Ghiringhelli. Si trattava di una delle più importanti raccolte di arte moderna esistenti in Italia, già esposta a Milano nel 1933-34 alla Galleria II Milione, che comprendeva sia opere altamente rappresentative della pittura italiana del periodo 1910-30, sia disegni e dipinti francesi, in particolare post-impressionisti. La raccolta Feroldi era stata formata in base a un criterio storico mirante a definire l’arte italiana nel suo rapporto dialettico con la pittura francese, come ricostruzione di un percorso originale antillustrativo, antinaturalistico e magico. Questo filone era quello che interessava il gusto di Mattioli, ma grazie alla sua esperienza personale egli intendeva inserirlo in un discorso storico che desse maggior peso alle avanguardie, in particolare al Futurismo. Egli acquistò dunque da Feroldi 79 dipinti e 8 sculture, ma dopo due anni gliene rimanevano poco più di trenta, tra cui L'amante dell’ingegnere di Carrà, Paesaggio del 1914 e Bottiglie e fruttiera del 1916 di Morandi, Il cavallo bianco di Sironi, avendo selezionato in modo rigoroso le opere da aggiungere al nucleo già esistente della sua collezione. Intanto, continua le acquisizioni di opere futuriste: il 19 dicembre 1949 fu acquistato il dipinto Materia di Boccioni da Romeo Toninelli, dopo una lunga trattativa iniziata nel 1946 tramite Depero.
Nel 1950 acquista direttamente dall'autore Mercurio passa davanti al sole insieme a Linee andamentali e Successioni dinamiche di Balla, la Manifestazione interventista di Carrà  presso la Galleria Bolzani di Milano, la Ballerina blu di Severini da Toninelli e la Composizione con elica di Sironi dal Dr. Poli di Milano. La Galleria di Milano di Carrà entrò invece a far parte della collezione nel 1951 dalla famiglia Gualtieri di San Lazzaro di Firenze, mentre Dinamismo Bar San Marco di Rosai fu acquistato da Carlo Cardazzo a Venezia nel 1951-52. Con l’acquisizione di questo gruppo di capolavori Mattioli fece del Futurismo il punto di partenza della sua raccolta, affermando esplicitamente che esso era il movimento di frattura iniziatore dell’arte moderna italiana. Volle che la sua raccolta partisse dal 1909, anno del primo manifesto futurista, escludendo con una scelta personale ma precisa il Divisionismo, che giudicava troppo verista e retorico anche nei temi simbolisti o sociali. Escluse dalla sua collezione anche i dipinti divisionisti di Balla e di Boccioni. Un esempio emblematico di questa sua estetica è costituito da La Signora Massimino di Boccioni, che risulta di proprietà Gianni Mattioli dal 1952 al 1959, ma che non compare in nessuna pubblicazione o elenco della collezione. Unica eccezione alla data 1909 come post quem furono le sculture di Medardo Rosso, in omaggio ai giudizi su Rosso espressi da Boccioni. L’acquisto delle più importanti opere futuriste allora reperibili sul mercato avvenuto negli stessi anni della acquisizione della raccolta Feroldi qualifica dunque la collezione Mattioli non come semplice ampliamento della già consacrata raccolta bresciana, ma come documentazione dell’arte moderna italiana per mezzo di opere di primaria importanza per la loro rappresentatività storica. Ai dipinti futuristi si aggiunsero, tra gli altri, il Ritratto del pittore Frank Haviland di Modigliani acquistato nel 1949 da Italico Brass, Fiori del 1913 e Natura morta con portaorologio del 1915 di Morandi, provenienti direttamente dall’autore tramite la Galleria II Milione nel 1950.
Iniziata nel 1946-47, la collezione Mattioli si può considerare già completamente delineata sia nei criteri di selezione sia nella acquisizione delle opere nel 1953, anno in cui fu esposta a Palazzo Strozzi a Firenze, nella stessa sede in cui nel 1949 era stata presentata la collezione di Peggy Guggenheim. Nella prefazione al catalogo Carlo Ludovico Ragghianti lamenta la difficoltà per il pubblico di avvicinarsi all'arte moderna italiana a causa della grave lacuna delle collezioni pubbliche in questo campo e definisce la raccolta Mattioli “composta con intenzione e animo di storico”, allo scopo di “rendere evidenti i segni di una cultura, i nessi e le articolazioni di un processo storico che sottende le individuazioni estetiche”. Questo intento è sorretto da un impegno civile, poiché “i musei, le gallerie, le mostre d’arte sono un fattore senza eguale di educazione umana e civile. L’esperienza dell’arte, per questo suo carattere di liberazione da ogni contingenza ... è un’esperienza fondamentale dell’uomo. ... La documentazione organica e rigorosa dell’arte contemporanea - cioè di una delle forme fondamentali di espressione spirituale — è compito doveroso di ogni generazione”
L’impegno civile, dunque, è il fondamento che spiega sia il criterio storico, oltre che estetico, che presiede alla scelta delle opere, sia la gestione della collezione, improntata all'approfondimento e alla diffusione della conoscenza dell’arte moderna italiana. In tal senso dal 1949 Mattioli intraprese una serie di iniziative che per venticinque anni si affiancarono alla collezione. Nell'inverno 1949 affittò un appartamento in Via Senato 36, dove la raccolta fu sempre accessibile agli studiosi e aperta al pubblico ogni domenica mattina dal 1950 al 1967. Partecipò inoltre attivamente come promotore e consulente alla organizzazione delle importanti rassegne sull'arte moderna italiana realizzate all'estero tra il 1949 e il 1950: la mostra “Twentieth Century Italian Art” presso il Museum of Modern Art di New York (28 giugno-11 settembre 1949), la “Exposition d’art moderne italien” presso il Musée National d’Art Moderne di Parigi (13 maggio-11 giugno 1950), la rassegna “Modern Italian Art” presso la Tate Gallery di Londra (25 giugno-31 luglio 1950) e la esposizione “Futurismo & Pittura Metafisica” presso la Kunsthaus di Zurigo (novembre-dicembre 1950).
Questo periodo è caratterizzato da una strettissima collaborazione fra Mattioli e Fernanda Wittgens in favore della diffusione della conoscenza dell’arte italiana. Infatti, mentre si prodiga per la ricostruzione di tutti i musei milanesi e in particolare per la riapertura al pubblico della Pinacoteca di Brera (9 giugno 1950), la Wittgens organizza mostre di arte antica per richiamare l’attenzione internazionale sulle urgenti necessità di conservazione del patrimonio artistico italiano dopo la guerra e contemporaneamente esposizioni di arte moderna per dimostrare la vitalità e l’importanza della arte italiana anche di questo secolo. Le citate mostre di Parigi e di Londra sono organizzate infatti dagli Amici di Brera e Mattioli vi partecipa attivamente sia come prestatore che come consulente, così come collabora ancora con la Wittgens e con l’editore Christian Zervos alla pubblicazione di “Cahiers d’Art” intitolato Un detni-siècle d’art italien, edito a Parigi e interamente dedicato all'arte italiana.
Mattioli fu anche un consulente per le acquisizioni di arte moderna che caratterizzarono l’attività dei musei civici milanesi nel dopoguerra (insieme alle grandi iniziative quali la riapertura della Galleria d’Arte Moderna nel 1949, la costruzione del nuovo Padiglione d’Arte Contemporanea su progetto di Ignazio Gardella terminato nel 1954 e il restauro dei Musei del Castello Sforzesco inaugurato nel 1956): la donazione da parte della vedova dell’Autoritratto di Russolo; l’acquisto nel 1952 presso la Galleria del Naviglio della Testa Futurista del 1913 e l’anno successivo di una Composizione del 1952 di Sironi; l’acquisizione nel 1952 di Linea e volumi di una persona del 1912-13 e nel 1954 di Bottiglia e bicchiere del 1915 di Soffici. Nel 1951 Mattioli dona alle Civiche Raccolte il grande dipinto di Campigli La Scala del 1929. Nel 1952 consigliò al Comune di Milano l’acquisto dal collezionista Adriano Pallini del Ritratto di Paul Guillome del 1913 di Modigliani, rinunciando a comperarlo per la sua raccolta.
Dopo la morte di Fernanda Wittgens (1957), Mattioli continua il suo impegno a favore dell’arte moderna italiana con prestiti di opere della collezione in tutto il mondo e con alcune importanti collaborazioni scientifiche, in particolare ad Archivi del Futurismo (a cura di Maria Drudi Gambillo e Teresa Fiori, Roma 1958), ad Avanguardia a Teatro 1915-1955 nell’opera di Baldessari- Depero-Prampolini, mostra a cura di M. Monteverdi presso il Museo Teatrale alla Scala di Milano (29 novembre 1969-10 gennaio 1970) e a Fortunato Depero 1892-1960, mostra a cura di B. Passamani nel Palazzo Sturm di Bassano (luglio-settembre 1970).
Dopo la mostra a Palazzo Strozzi di Firenze nel 1953, la collezione Mattioli fu esposta a Torino nel 1959 in occasione della inaugurazione della Civica Galleria di Arte Moderna e, a cura della International Exhibitions Foundation, nei musei delle principali città degli Stati Uniti dal 1967 al 1969, poi in Belgio, in Danimarca, in Germania, in Spagna negli anni 1969-1972, e infine in Giappone nel 1972. Nel 1973, ventisei capolavori della collezione vengono notificati dal soprintendente alle belle arti di Milano Franco Russoli che li definisce una  «insostituibile testimonianza di momenti capitali della pittura italiana di questo secolo tra il 1910 e il 1920, essenzialmente per il futurismo e la metafisica»
Mattioli, malato di cuore dal 1962, morì il 14 febbraio 1977. Dieci anni prima di morire, riflettendo sulla sua esperienza di collezionista, scriveva: "Come un modesto rabdomante ho cercato di trovare e di indicare le vie sotterranee da cui sono uscite le acque del tumultuoso fiume di quella pittura e scultura che, dagli anni immediatamente precedenti la Grande Guerra, ha cambiato il volto e la concezione corrente dell’arte; fiume che è scorso contemporaneamente ad una gran parte della mia vita o a una delle più interessanti perché coincideva con quella della mia prima giovinezza."